# Graham Heid
Pour les articles homonymes, voir Heid.
Graham Heid est un réalisateur américain né le 14 novembre 1909 et mort en mars 1976.

## Filmographie
- Au pays de la berceuse (1933)
- Jazz Band contre Symphony Land (1935)
- Elmer l'éléphant (1936)
- Le Retour de Toby la tortue (1936)
- Cousin de campagne (1936)
- Cabaret de nuit (1937)
- Le Vieux Moulin (1937)
- Au pays des étoiles (1938)
- Fantasia
- Bambi (1942)